# Chrudimka
Chrudimka er en flod der løber i regionen Pardubice i Tjekkiet. Den er en venstre biflod til Elben, der begynder nær Hlinsko og hovedsagelig løber nordpå til byen Pardubice. Den er 106,0 km lang, og dens afvandingsareal er 866 km2.